# Doraha
Doraha ist eine Stadt im indischen Bundesstaat Punjab.
Die Stadt ist Teil des Distrikt Ludhiana. Doraha hat den Status eines Municipal Council. Die Stadt ist in 15 Wards gegliedert.

## Demografie
Die Einwohnerzahl der Stadt liegt laut der Volkszählung von 2011 bei 25.424. Doraha hat ein Geschlechterverhältnis von 898 Frauen pro 1000 Männer und damit einen für Indien üblichen Männerüberschuss. Die Alphabetisierungsrate lag bei 82,4 % im Jahr 2011. Knapp 54 % der Bevölkerung sind Hindus, ca. 43 % sind Sikhs, ca. 2 % sind Muslime und weniger als 1 % gehören einer anderen oder keiner Religion an. 11,1 % der Bevölkerung sind Kinder unter 6 Jahren.